# 합명회사
합명회사(合名會社)는 가족 또는 친척이나 친구와 같이 극히 친밀한 사람들이 공동으로 사업을 하기에 적합한 회사로서 경영을 기동적으로 할 수 있는 장점을 가지고 있으나 사원의 책임이 대단히 무겁다는 단점을 가지고 있는 회사이다. 영미법의 “general partnership”은 “일반조합”(一般組合)으로 직역될 수 있으나, 이것은 대륙법의 조합이 아니라 바로 이 합명회사를 뜻한다. 다만, 영미법 상 일반조합에는 법인격이 인정되지 않는다.

## 개요
법률적으로 말하면 합명회사는 무한책임사원만으로써 구성되는 회사가 되는데 각 사원이 회사에 대하여 출자 책임이 있음은 물론이며 회사채무에 대하여 만일 회사 재산을 가지고도 완제(完濟)할 수 없는 경우에는 사원이 연대하여 무한의 책임을 지며(212조), 정관에 다른 정함이 없는 경우에는 각 사원이 회사의 업무를 집행하고, 회사를 대표할 권한을 가지는 회사이다(200조, 207조). 합명회사에서는 사원의 인적 신용이 중시되므로 회사 재산은 비교적 중시되지 않으며 설립단계에서 출자를 이행할 필요는 없다(178조-180조). 뿐만 아니라 출자에 있어서도 재산 출자에 한하지 않고 노무를 출자한다거나, 회사를 위하여 보증을 하거나, 물적 담보를 제공하는 따위의 신용의 출자도 인정된다(222조). 또 합명회사는 사원간의 신뢰관계를 중시하고 이것을 유지하기 위하여 입사나 사원의 지위(持分)의 양도에 관하여는 다른 사원의 동의를 요하며(197조), 그와 동시에 법정사유(法定事由)가 있는 경우에 환의 청구에 의하여 법원의 판결로써 제명하는 제도가 인정되고 있다(220조). 상법에서는 합명회사를 사단법인으로 보고 있으나(169조, 171조). 실질적으로는 조합적(組合的)인 것이다(195조). 자본주의 경제가 초기적인 시대에 개인기업에서 공동기업으로 바뀔 때에 이 회사형태가 이용되었으나 자본주의 경제가 고도화하고 경쟁이 심해져 경영에 많은 위험이 따르게 된 이래부터는 지나치게 사원의 책임이 무거운 이 회사형태를 기업가들이 회피하게 되었다.

## 설립
합명회사의 설립방식은 대단히 간단하여 정관을 작성하고 등기를 하면 합명회사라고 하는 사단법인이 성립된다(172조, 178조, 180조). 이것은 정관 속에 사원이 되는 자가 정하여지고 그 출자도 결정되므로 정관을 작성하기만 하면 법인격을 부여하는 기초가 이루어지기 때문이다. 합명회사의 정관에는 ① 목적, ② 상호(이 상호 중에는 합명회사라는 문자를 넣을 필요가 있다), ③ 사원의 성명·주민등록번호 및 주소 ④ 사원의 출자 목적과 그 가격 또는 평가의 표준. 출자의 종류가 노무라면 단순히 노무, 신용이면 신용이라고 기재하면 된다. 그러나 재산출자의 경우에는 그 재산의 종류를 기재하여야 한다. 출자의 가격 또는 평가의 표준은 출자를 금전으로 계산한 가격 또는 그 산정방법(算定方法)을 말한다. ⑤ 본점의 소재지, ⑥ 정관의 작성 연월일 등 이상의 6개 항목을 기재하여야 한다(179조).

## 사원의 출자
합명회사의 사원은 회사의 목적을 달성하기 위하여 유형·무형의 것을 회사에 급부하여야 한다. 이 급여를 출자라고 한다. 사원은 모두 어떠한 출자를 할 책임을 지며, 출자의 목적은 정관에 기재하고 등기에 의하여 공시된다(179조-180조). 출자 대상이 될 수 있는 것은 금전 기타의 재산(動産·不動産·無體財産·有價證券) 외에 신용 또는 노무를 포함한다. 신용의 출자란 자기의 신용을 회사에 이용시키는 것을 말하며, 노무의 출자란 회사를 위하여 일정한 노무에 종사하는 것을 말한다. 이러한 출자의 이행시기·방법 등에 관하여는 정관의 정함에 따른다. 정관에 정함이 없으면 보통의 업무집행방법에 따라서 결정되어 각 사원에게 청구할 수 있다(195조). 출자의무를 이행하지 않는 경우에는 지연이자의 지급과 손해배상의 의무를 부담할 뿐 아니라 제명 등의 이유가 된다(195조, 220조. 민 705조).

## 손익의 분배
합명회사도 영리법인이므로 영업의 결과인 손익을 결산기에 계산하여 이익이 있으면 원칙적으로 이것을 사원에게 분배한다. 동시에 각 사원은 보통 손실도 분담한다. 따라서 회사는 적어도 매년 1회씩 일정한 시기에 회계장부로 대차대조표를 작성하고(30조), 적극재산에서 소극재산을 빼낸 순재산액과 회사의 기본재산액으로서의 재산출자 총액과를 비교하여 전자가 후자를 초과하는 액을 손실로 한다. 손익분배의 비율에 관하여는 정관에 다른 정함이 없으면 각 사원이 이미 이행한 출자의 가액(價額)에 따라서 행한다(195조. 민 711조). 이익 또는 손실의 어느 일방에만 분배의 비율을 정하였을 때에는 그 비율은 양자(利益과 損失)에 공통한 것이라고 추정된다(195조. 민 711조). 분배의 방법으로서는 이익의 경우는 금전으로 각 사원에게 분배하는 것이 원칙이지만(195조. 민 719조 2항) 정관 또는 총사원의 동의로써 이것을 적립금으로 회사 내에 보류하여 그만큼 각 사원의 지분 증가에 충당하여도 상관이 없다. 손실의 분담은 계산상 각 사원의 지분의 감소를 가져올 뿐으로 각 사원이 추가적 출자에 의하여 이것을 전보(塡補)할 필요는 없다.

## 무한책임사원
무한책임사원(無限責任社員)이라 함은 회사의 채무에 관하여 회사 채권자에 대해서 직접·연대·무한의 책임을 지는 사원이다. 무한책임사원의 책임은 제2차적인 책임이며, 회사재산으로서 회사의 채무를 완제할 수 없을 때 또는 회사재산에 대한 강제집행이 주효하지 못한 때 책임을 지게 되며, 사원이 회사에 변제의 자력이 있으며 또한 집행이 용이한 것을 증명하면 책임이 면제된다(212조). 또한 이 책임은 회사의 채무에 대한 종속적인 책임으로서 회사의 채무가 소멸하면 사원의 책임도 소멸되며, 회사가 채무를 지고 있어도 채권자의 권리의 행사를 거부할 수 있는 이유가 있으면 사원도 이것을 이유로 하여 거부할 수 있다(214조). 사원은 책임을 이행하면 회사에 대하여 구상권을 행사할 수 있으며 다른 사원에 대하여 그 부담부분에 관해서 구상할 수도 있다. 무한책임사원의 책임은 회사의 채무가 소멸하지 않는 한 계속되어야 하는데 퇴사를 할 때, 회사가 본점의 소재지에서 해산의 등기(228조)를 한 후 5년을 경과하면 소멸한다(267조 1항). 이 5년의 기간은 시효기간이 아니라 제척기간(除斥期間)이다.

## 자칭사원
사원 이외의 제3자에 대하여 자기를 그 회사의 사원으로 오인시키는 행위를 한 사원을 자칭사원(自稱社員)이라고 한다(215조). 자칭사원은 오인 때문에 회사와 거래한 제3자에 대해서는 사원과 동일한 책임을 부담하여야 한다. 사실은 사원이 아니므로 사원으로서의 책임을 지지 않아도 좋으나 선의의 제 3자를 보호하기 위하여 사원과 동일한 책임을 부담시키는 것이다.

## 회사의 기관
합명회사에서는 원칙적으로 각 사원이 업무집행의 권리를 가지며 의무를 부담하는 것으로 되어 있다(200조). 이와 같이 사원이 동시에 업무집행기관으로 되는 점(自己機關)에 합명회사의 특색이 있다. 주식회사의 경우는 주주라도 회사의 업무를 집행하지 않고 이사라고 하는 기관(第三者機關)이 이에 해당하는 것과 대조적이다. 이것은 합명회사는 개인기업이 복합화(複合化)된 것임을 나타내는 것이다. 그러나 정관 또는 총사원의 동의로써 사원 중에서 특히 회사의 업무를 집행하며 회사를 대표하는 자를 정하고, 또는 수인의 사원이 공동으로 회사를 대표할 것을 정할 수 있다(207조, 208조). 이 경우에는 그것을 등기하지 않으면 안 된다(180조). 회사를 대표하는 사원은 회사의 이름으로 회사의 영업에 관한 일체의 행위를 할 수 있으며 또 소송행위를 할 수 있다(209조). 업무집행 혹은 회사를 대표할 때 부정행위를 하거나 또는 권한없이 업무집행 또는 회사 대표에 관여하는 것, 그 밖에 중요한 사유가 있는 때에는 회사는 다른 사원의 과반수의 결의에 의하여 그 사원의 제명선고를 관여하는 것, 그 밖에 중요한 사유가 있는 때에는 회사는 다른 사원의 과반수의 결의에 의하여 그 사원의 제명선고를 법원에 청구할 수 있다(220조).

## 업무집행
합명회사의 업무집행이란 회사 사업의 경영을 실제로 하는 것을 말한다. 사업 목적으로 달성하기 위한 행위이므로 법률적인 것뿐만 아니라 사실적인 것도 포함되나 대부분의 행위는 법률적인 것이다. 예컨대 상품을 제조하는 것은 사실행위이지만 원료나 자재를 구입하고, 제품을 팔고, 어음을 발행하고, 은행에서 수표의 할인을 받는 일 등 모두가 법률행위이다. 업무집행이라는 말은 법률에서 자주 사용되는 말이지만 일상의 용어로 말하면 회사의 경영을 하는 일, 즉 회사의 자본을 운용하여 이익을 올리기 위한 여러 가지 활동을 하는 것이다.

## 회사대표
회사를 대표한다는 것은 회사의 대표사원의 행위가 곧 회사의 행위로 된다는 것의 법률성 의미이다. 예컨대 A합명회사 대표사원 갑이라는 이름으로 어음을 발행하면 그 어음은 회사가 발행한 어음으로서 회사가 지급하여야 한다는 것이다. 회사의 대표사원은 회사의 영업에 관한 일이면 무엇이나 할 수 있는 것이 원칙으로 되어 있으며 그 점에 제한을 가하여도 그것을 모르고 거래한 사람에게는 회사가 책임을 부담하여야 한다(209조). 구체적인 예를 들면 어떤 대표사원에 대하여 100만원 이상의 거래를 해서는 안 된다고 규제하였는데 200만원의 거래를 하였다고 가정하자. 이러한 경우에 회사는 200만원에 대한 책임을 지지 않으면 안 되게 되는 것이다.

## 정관의 변경
합명회사의 정관은 회사에 있어서 가장 중요한 규칙으로서 인적－물적 기초와 경영에 관한 사항이 규정되어 있으므로 이것을 간단히 변경하는 것은 허용되지 않으며 총사원의 동의가 필요하다(204조). 그러므로 사원의 한 사람이라도 반대하면 변경할 수 없는 것이 원칙이다. 사원의 성명은 정관에 기재하지 않으면 안 되게 되어 있는데 그 사원이 사망한 경우에는 정관을 변경하여야 하는 문제가 대두된다. 이러한 경우에는 특히 정관변경의 절차를 밟을 필요는 없다. 여기에서 말하는 정관의 변경은 실질적인 의미의 정관 즉 회사의 근본규칙으로서의 정관의 변경이며 이것을 서면으로 한 정관의 변경은 업무집행을 하는 사원이 그 직무행위로서 하여야 할 일이다.

## 무한책임사원의 입사·퇴사
합명회사는 사원 상호간의 신뢰에 의하여 이루어진 회사이므로 입사·퇴사가 모두 주식회사 등과 같이 간단하지 않다. (1) 입사 ― 회사가 설립된 후에 어떤 사람이 새로이 사원자격을 취득하는 것으로서 입사하려는 자와 회사와의 사이의 계약(入社契約)에 의하여 행하여진다. 신사원의 가입은 정관의 변경을 가져오므로 입사계약을 하는 데에는 총사원의 동의를 필요로 한다(179조, 204조). (2) 퇴사 ― 회사의 존속 중에 어떤 사원이 사원으로서의 지위를 절대적으로 소멸시키는 것이다. 합명회사에서는 사원의 책임이 무겁고 더구나 사원 서로가 신뢰하고 있어야 하므로 지분도 자유로이 양도할 수 없다. 그러므로 사원으로 있기를 원치 않는 자에게는 자발적으로 퇴사를 인정할 필요가 있으며 동시에 다른 사원의 신뢰를 상실한 사원을 퇴사시킬 필요도 인정되는 것이다. 사원의 의사로 퇴사할 수 있는 경우는 정관에 회사의 존립시기를 정하지 않은 때, 또는 어느 사원의 종신까지 회사가 존속할 것을 정한 때에는 6개월 전에 예고함으로써 퇴사할 수 있다(217조). 특정 사원의 신뢰가 상실된 경우, 예컨대 파산이나 금치산자가 된 경우에는 퇴사하게 된다(218조). 제명된 경우도 마찬가지이다. 사원의 지분을 압류한 채권자도 그 사원을 퇴사시킬 수 있다(224조).

## 지분의 양도·입질
합명회사의 사원의 지분에는 두 가지 의미가 있다. 하나는 회사의 순재산에 대하여 가지는 몫을 표시하는 계산상의 액수(222조)라는 의미가 있고, 다른 하나는 사원으로서의 지위라는 의미가 있다. 이 양자는 밀착되어 있으므로 경제적 가치가 있으며 이것을 타인에게 양도할 수 있다. 지분의 양도는 당사자간의 양도계약으로써 행하여지는데 합명회사의 사원간의 신뢰와 융화를 유지하도록 다른 총사원의 동의가 없으면 그 효력은 생기지 않는 것으로 되어 있다(179조, 197조). 사원이 지분의 전부를 타인에게 양도하면 사원의 지위를 상실하며 지분의 일부를 양도한 때에는 회사재산에 대한 몫이 감소한다. 사원 이외의 자가 지분을 양수한 때에는 새로이 사원이 되지만 이미 사원이 된 자가 지분을 양수한 때에는 이에 따라서 그 사람이 회사에 대한 몫이 증가한다. 지분은 입질(入質)할 수도 있다.

## 조직변경
합명회사의 조직을 변경한다는 것은 통속적으로 표현하면 회사의 체질을 변경시키는 것이다. 즉 다른 종류의 회사가 되는 것이라고 할 수 있다. 조직변경의 방법으로서는 새로이 유한책임사원을 가입시켜서 합자회사로 되는 방법과 종래의 사원의 일부를 유한책임사원으로 변경하여 합자회사가 되는 방법이 있다. 뒤의 경우는 채권자 보호를 위하여 그들 사원의 책임에 대하여는 무한책임사원의 회사에 준하여 취급된다(244조). 즉 합자회사로서 등기되기 전에 생긴 채무에 관하여는 무한책임사원으로서의 책임을 진다. 다만 등기 후 2년 내에 청구하지 않는 채권자는 그 효력이 소멸된다. 즉 등기 후 2년을 경과하면 채권이 소멸된다.

## 합병
회사의 합병이라 함은 2개 이상의 회사가 계약에 의하여 1회사에 합동하는 것인데, 하나의 회사가 다른 회사를 흡수해 버리는 흡수합병(吸收合倂)과 당사회사(當事會社)의 전부가 해산하여 신회사를 설립하는 신설합병(新設合倂)이 있다. 합명회사는 다른 합명회사와 합병할 수도 있으며 합자회사나 주식회사와 같은 회사와도 합병할 수 있다(174조). 합병하는 경우에는 총사원의 동의가 필요하다(230조). 총사원의 동의가 있으면 되므로 합병계약서를 작성하지 않아도 좋으나, 합병 후 존속하는 회사 또는 합병에 의하여 설립하는 회사가 주식회사인 경우에는 합병계약서를 작성하여야 한다(525조). 합병에 있어서는 채권자를 보호할 필요가 있으므로 합병의 결의를 한 날로부터 2주간 내에 2개월 이상의 기간을 두고 이의가 있으면 일정한 기간 내에 제출할 것을 공고하며, 알고 있는 채권자에게는 각별(各別)로 통지를 하여야 한다(232조). 합병은 합병 후 존속하는 회사(吸收合倂) 또는 합병에 의하여 설립한 회사(新設會社)가 본점의 소재지에서 등기를 함으로써 효력이 생긴다(234조). 그리고 존속회사 또는 신설회사는 합병에 의하여 소멸한 회사의 권리·의무를 포괄적으로 승계한다(235조).

## 해산·청산
합명회사가 해산하는 것은 합명회사라는 인격을 소멸시키는 것이다. 회사는 해산에 의하여 곧 인격을 소멸하지 않고 종전의 법률관계를 처리하기 위하여 청산을 한다. 그리고 청산이 끝난 때에 회사의 인격이 소멸한다. 합명회사는 ① 존립기간의 만료 기타 정관으로 정한 사유의 발생 ② 총사원의 동의 ③ 사원이 1인으로 된 때 ④ 합병 ⑤ 파산 ⑥ 법원의 명령 또는 판결 등에 의하여 해산한다(227조). 합명회사가 해산한 때에는 영업을 계속할 수 없으며 영업을 전제로 한 여러 가지 제도나 여러 규정은 적용되지 않으나 종전의 회사와 동일한 인격을 그대로 지니며 다만 그 존재의 범위가 청산의 목적 범위로 축소된다(245조). 이 청산에는 법정청산과 임의청산이 있다. 법정청산은 청산인에 의하여 법정의 절차에 따라서 행하여지는데(250-265조) 임의청산은 정관 또는 총사원의 동의로써 자유로 정한 방법에 따라 청산할 수가 있다. 이 경우에는 회사재산의 법정처분방법에 따를 필요는 없으므로 회사의 영업을 양도하여 그 대가(對價)를 사원에게 분배하든지 혹은 회사재산의 현물분배 등에 의하여도 무방하다.

## 같이 보기
- 합자회사
- 유한회사
- 주식회사